# الجمعية الملكية للأدب
الجمعية الملكية للأدب وهي المنظمة الأدبية الرائدة في بريطانيا. تأسست سنة 1820 من قبل الملك جورج الرابع من أجل تكريم الأدباء المميزين وإثارة المواهب الأدبية وكان رئيس الجمعية الأسقف توماس بورغيس. تحوي الجمعية 450 زميل وينضم إليها سنوياً 14 عضو.
وقد ضمت الجمعية في عضويتها العديد من الأسماء مثل صامويل تايلر كولريدج وويليام بتلر ييتس وروديارد كبلينغ وتوماس هاردي وجورج برنارد شو وآرثر كوستلر وإدوارد سعيد وتضم حالياً في زمالتها أسماء من قبيل تشينو أتشيبي وأنتونيا فرازير ودوريس ليسينغ وفيديادر سوراجبراساد نيبول وج. ك. رولينج.
تنشر الجمعية مجلة سنوية باسم " The Royal Society of Literature Review",